# کلاه خاکستری

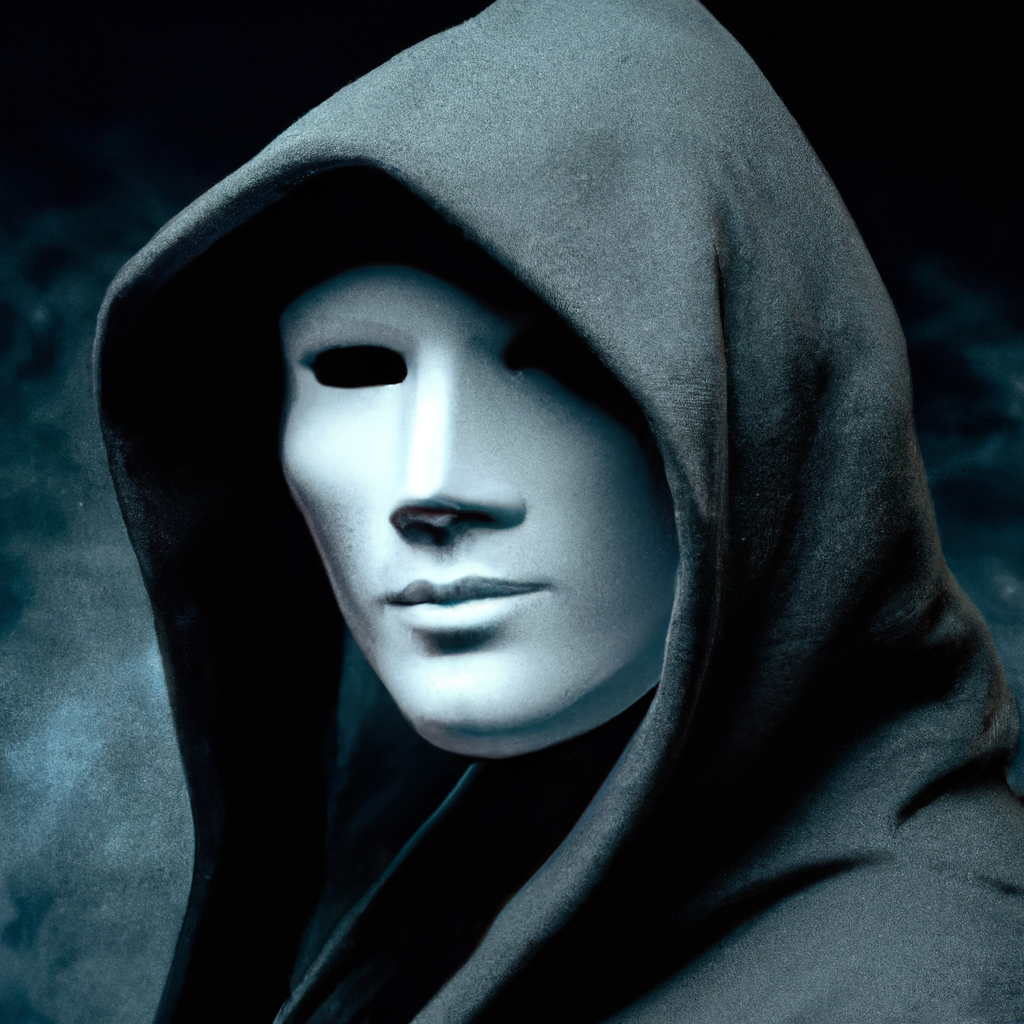
هکر کلاه خاکستری

هکر کلاه خاکستری یک هکر یا متخصصان امنیت کامپیوتری است که گاهی ممکن است قوانین را نقض کند و یا اخلاقیات هکری را رعایت نکند، اما مانند هکرهای کلاه سیاه دارای قصد دایمی خرابکاری نیست.
شروع استفاده از این اصطلاح کلاه خاکستری، به اواخر دههٔ ۱۹۹۰ میلادی بازمی‌گردد. این مفهوم از ترکیب مفاهیم هکرهای «کلاه سفید» و «سیاه کلاه» ساخته شده‌است. هنگامی که یک هکر کلاه سفید یک آسیب‌پذیری را کشف می‌نماید، بهره‌برداری از آن را تنها با اجازه و بدون فاش نمودن وجود آسیب‌پذیری (تا زمانی که ترمیم نشده‌است) انجام می‌دهد در حالی که هکر کلاه سیاه از آسیب‌پذیری به صورت دلخواه بهره‌برداری، و جزئیات آن را به دیگران نیز منتقل می‌کنند. هکرهای کلاه خاکستری نه از آسیب‌پذیری بهره‌برداری‌های مخرب می‌کنند و نه چگونگی آن را برای دیگران شرح می‌دهند.
بیشتر تفاوت میان انواع هکرها، در روش‌های کشف آسیب‌پذیری است. هکرهای کلاه سفید، سیستم‌ها و شبکه‌ها را به درخواست کارفرمای خود یا با اجازه صریح و روشن، به منظور تعیین راه‌های ایمن‌سازی سیستم و شبکه در برابر هکرها مورد حمله قرار می‌دهد؛ در حالی که هکرهای کلاه سیاه به هر سیستم یا شبکه‌ای به منظور کشف و دسترسی به اطلاعات حساس یا شخصی حمله می‌کنند. هکرهای کلاه خاکستری به‌طور کلی دارای مهارت و قصد هکرهای کلاه سفید هستند، اما به هر سیستم یا شبکه‌ای بدون اجازه حمله و نفوذ می‌کنند.
با توجه به یکی تعریف‌های هکر کلاه خاکستری، هنگامی که آنها یک آسیب‌پذیری را کشف می‌کنند، به جای ارائهٔ روش بهره‌برداری به مدیر سیستم، ممکن است پیشنهادی برای ترمیم یا ارائهٔ آن، در برابر هزینه‌ای کوچک را ارائه دهد. هنگامی که دسترسی به سیستم یا شبکه به صورت غیرقانونی امکان‌پذیر شد، هکر ممکن است به مدیر سیستم پیشنهاد این را بدهد که یکی از دوستان او را برای رفع این مشکل استخدام کند.هکرهای کلاه خاکستری همچنین، در مبحث بهینه‌سازی موتور جستجو با استفاده از ابزارهای نادرست یا غیراخلاقی رتبه‌بندی موتور جستجو در وب‌سایت‌ها را دستکاری می‌کنند.